# Sverre Andreas Jakobsson
Sverre Andreas Jakobsson (Oslo, Norveška, 8. veljače 1977.) je islandski rukometni trener norveškog podrijetla te bivši rukometaš i nacionalni reprezentativac. Igrao je na poziciji pivota dok je danas asistent u domaćem KA-u.

## Karijera
Jakobsson je rukometnu karijeru započeo u lokalnom Knattspyrnufélag Akureyraru (poznatijem kao KA) u dobi od šesnaest godina. S klubom je osvojio nacionalni kup i prvenstvo da bi na Islandu još nastupao za Handknattleiksfélag Kópavogs (HK) i Ungmennafélagið Afturelding. Nakon kratke epizode u Americi, Sverre se vraća u domovinu gdje igra za Fram. Nakon toga uslijedile su dvije sezone u Gummersbachu, povratak u HK da bi 2009. potpisao za TV Grosswallstadt čije je boje branio pet godina.
2014. godine angažiran je u funkciji igrača-trenera u Akureyri Handboltafélagu da bi karijeru završio 2019. u KA-u u kojem je i započeo karijeru. Nakon što je već imao trenerskog iskustva jer je vodio Akureyri, Jakobsson je po završetku karijere ostao u KA-u kao asistent.
Kao reprezentativac Islanda, Sverre je osvojio olimpijsko srebro u Pekingu 2008. a tu je i europska bronca osvojena u Austriji 2010.